# Lin Yun
Fei Xia (chino: 费霞), más conocida como Lin Yun (chino: 林允, Pinyin: Lín Yǔn) y Jelly Lin, es una actriz china.

## Biografía
Es hija de Fei Jianhua (费 建华), un portero y una ama de casa.
Estudió en el "Huzhou No. 12 Middle School" y más tarde a "Beijing College" y "Shandong Heze Academy of Music and Art".
Es muy buena amiga de la actriz Song Zu'er, Zhou Yutong, Ouyang Nana y de las cantantes Kyulkyung, Meng Jia y Wang Feifei.
En el 2017 comenzó a salir con el actor Feng Shaofeng, sin embargo la relación terminó poco después.
A finales del 2017 salió brevemente con el actor chino Song Weilong, sin embargo la relación terminó poco después.

## Carrera
Participó durante las sesiones fotográficas de "Peacebird x Harry Potter Collection".
El 8 de febrero del 2016 realizó su debut en el cine cuando interpretó a la sirena Shan en la película The Mermaid.
El 30 de septiembre del mismo año se unió al elenco principal de la película L.O.R.D: Legend of Ravaging Dynasties donde dio vida a Tianshu Youhua, la discípula de 6.º grado que posee el poder de la hiper-regeneración y está enamorada de Qi Ling	(Chen Xuedong).
El 21 de enero de 2017 apareció por primera vez como invitada en el programa Happy Camp junto a Lin Gengxin, Wu Yifan, Wang Likun y Bao Bei'er. Y más tarde el 25 de noviembre del mismo año junto a junto a Jiang Chao, Leon Zhang, Sha Yi, Zhang Dada, Yang Shuo y Chen Bolin.
El 28 de abril del 2018 se unió al elenco principal de la película Genghis Khan donde interpretó a Börte, la prometida del emperador Temüjin, Gengis Kan (William Chan).
El 3 de septiembre del mismo año se unió al elenco principal de la serie Battle Through the Heavens donde dio vida a Xiao Xun'er, una de las descendientes de la tribu Gu y la esposa de Xiao Yan (Leo Wu), hasta el final de la serie el 25 de octubre del mismo año.
El 14 de febrero del 2019 se unió al elenco principal de la película Fall in Love at First Kiss (también conocida como "It Started With A Kiss") donde interpretó a la joven estudiante Yuan Xiangqin.
El 1 de mayo del 2020 se unió al elenco principal de la serie Beautiful Reborn Flower donde interpretó a Nan Sheng, hasta el final de la serie el 22 de mayo del mismo año.
El 21 de junio del mismo año se unirá al elenco principal de la serie Symphony's Romance (蜗牛与黄鹂鸟, también conocida como "Cantabile Youth") donde dará vida a Fang Xiaowo.
Ese mismo año volverá a interpretar a la sirena Shan en la película The Mermaid 2.

## Filmografía

### Series de televisión
| Año             | Título                              | Personaje                | Notas        |
| --------------- | ----------------------------------- | ------------------------ | ------------ |
| TBA             | Back for You                        | Li Li                    | [ 18 ]       |
| 2022 - presente | Legend of Anle                      | Príncipe Heredero Han Ye |              |
| 2022 - presente | Rose and Gun                        | Wu Si                    | [ 19 ]       |
| 2022 - presente | A Dream of Splendor (Meng Hua Lu)   | Song Yinzhang            | [ 20 ]       |
| 2020            | Symphony's Romance (让全世界都听见) | Fang Xiaowo              | 40 episodios |
| 2020            | Beautiful Reborn Flower (彼岸花)    | Qiao Man / Nan Sheng     | 50 episodios |
| 2018            | Battle Through the Heavens          | Xiao Xun'er              | 45 episodios |

### Películas
| Año  | Título                                      | Personaje           | Notas                                                                                  |
| ---- | ------------------------------------------- | ------------------- | -------------------------------------------------------------------------------------- |
| 2020 | L.O.R.D: Legend of Ravaging Dynasties 2     | Tianshu Youhua      | junto a Fan Bingbing, Kris Wu, Lin Yun, Wang Duo, Roy Wang, Karry Wang y William Chan  |
| 2020 | Out of Love                                 | -                   |                                                                                        |
| 2020 | The Mermaid 2                               | Shan (珊)           |                                                                                        |
| 2019 | Fall in Love at First Kiss                  | Yuan Xiangqin       | junto a Darren Wang, Kenji Chen, Cecilia Choi y Christopher Lee                        |
| 2018 | Genghis Khan                                | Börte / Bei Ertie   | junto a William Chan, Hu Jun, Ba Sen y Zhao Lixin                                      |
| 2017 | The Dreaming Man                            | Wang Xiaohe         | junto a Chen Bolin, Leon Zhang, Zhang Yu, Hongbo Jiang y Shu Pei                       |
| 2017 | Journey to the West: The Demons Strike Back | "White Bone Spirit" | junto a Kris Wu, Yao Chen, Lin Gengxin, Yang Yiwei, Mengke Bateer y Wang Likun         |
| 2016 | L.O.R.D: Legend of Ravaging Dynasties       | Tianshu Youhua      | junto a Fan Bingbing, Kris Wu, Lin Yun, Yan Yikuan, Roy Wang, William Chan y Amber Kuo |
| 2016 | The Mermaid                                 | Shan (珊)           | junto a Deng Chao, Show Luo, Zhang Yuqi y Kris Wu                                      |

### Programas de variedades
| Año              | Programa                                       | Notas                  |
| ---------------- | ---------------------------------------------- | ---------------------- |
| 2021             | Day Day Up                                     | invitada               |
| 2020             | My Little One S2                               | miembro                |
| 2016, 2017, 2020 | Happy Camp                                     | 5 episodios - invitada |
| 2019             | Lipstick Prince                                | invitada               |
| 2019             | Fashion Master S2                              |                        |
| 2019             | 亲爱的，结婚吧!                                | miembro                |
| 2019             | Youth Periplous (青春环游记)                   | 12 episodios - miembro |
| 2018             | Twenty-Four Hours: Season 3 (二十四小时第三季) | miembro                |
| 2017             | Let Go Of My Baby: Season 2                    | invitada               |
| 2016             | Run For Time: Season Two (全员加速中第二季)    | 12 episodios - miembro |
| 2016             | Keep Running                                   | ep. #41 - invitada     |
| 2016             | Ace vs Ace                                     | ep. #11 - invitada     |

### Revistas / sesiones fotográficas
| Año              | Revistas                          | Notas                                                 |
| ---------------- | --------------------------------- | ----------------------------------------------------- |
| 2020             | Harper's Bazaar China             |                                                       |
| 2020             | First One Street Snap             |                                                       |
| 2020             | InStyle China                     |                                                       |
| 2020             | Sense Magazine                    | (publicación de marzo)                                |
| 2020             | Nylon China                       | (publicación de marzo)                                |
| 2020             | 東 People Magazine                | (publicación de enero)                                |
| 2020             | Madame Figaro Mode China          | (publicación de enero)                                |
| 2020             | Waves China                       | (publicación de enero)                                |
| 2020             | Leon Young China                  | (publicación de enero)                                |
| 2020             | Xinwei Magazine                   | (publicación de enero)                                |
| 2019             | SoFigaro Magazine                 | (publicación #2306)                                   |
| 2019             | Cosmopolitan China’s Beauty Bible |                                                       |
| 2019             | ELLE China x UGG                  |                                                       |
| 2019             | The Ballroom                      |                                                       |
| 2019             | NeufMode                          |                                                       |
| 2019             | FireBible                         |                                                       |
| 2019             | Lifestyle Magazine                | (publicación #2289)                                   |
| 2019             | Nylon China                       | junto a Song Zu'er - (publicación de agosto)          |
| 2019             | ELLE x Chanel - "Love Present"    |                                                       |
| 2019             | Chanel x VogueMe                  | junto a Darren Wang                                   |
| 2019             | Marie Claire China                | (publicación de agosto)                               |
| 2019             | Grazia China                      | junto a Song Zu'er y Ouyang Nana - (publicación #414) |
| 2018             | Esquire (时尚先生)                |                                                       |
| 2017, 2018, 2019 | OK! Magazine China(精彩)          |                                                       |
| 2017, 2018       | In Style (优家画报)               |                                                       |
| 2017, 2018       | CHIC (小资)                       |                                                       |
| 2016, 2018       | GRAZIA (红秀)                     |                                                       |
| 2016, 2018       | 瑞丽                              |                                                       |
| 2017             | BAZAAR (时尚芭莎)                 | junto a Zhang Yixing                                  |
| 2016             | COSMOPOLITAN (时尚)               |                                                       |
| 2016             | ELLE (世界时装之苑)               |                                                       |
| 2016             | SELF (悦己)                       |                                                       |
| 2015, 2016       | FEMINA (伊周)                     |                                                       |

### Eventos
| Año  | Título                           | Notas  |
| ---- | -------------------------------- | ------ |
| 2019 | CTV’s New Year Countdown Concert |        |
| 2019 | 2019 Cosmo Glam Night            |        |
| 2019 | 2019 Bazaar Stars Charity Night  | [ 23 ] |

### Endorsos / Embajadora
| Año   | Marca                  | Notas                                    |
| ----- | ---------------------- | ---------------------------------------- |
| 2021- | I.T - Fashion Label    | Embajadora                               |
| 2019- | Baby-G                 | Embajadora                               |
| 2019- | Glamglow Masks         | Embajadora de la Región de Asia-Pacífico |
| 2019- | Chanel's Skincare Line | Embajadora de Imagen                     |
| 2019- | Chanel Cosmetics       | Embajadora en China                      |
| 2019  | Calvin Klein           | [ 24 ]                                   |

## Discografía

### Singles
| Año  | Canción               | Álbum                             | Notas |
| ---- | --------------------- | --------------------------------- | ----- |
| 2018 | "Granting You" (许你) | OST de Battle Through the Heavens |       |

### Otras canciones
| Año  | Título | Álbum                                                  | Notas                                                                                            |
| ---- | ------ | ------------------------------------------------------ | ------------------------------------------------------------------------------------------------ |
| 2020 | 战疫   | Lanzado por China Federation of Literary & Art Circles | (Canción y mensajes para apoyar a quienes luchan contra el coronavirus) - junto a otros artistas |

## Premios y nominaciones
| Año  | Categoría                 | Premio                                          | Trabajo                                      | Resultado |
| ---- | ------------------------- | ----------------------------------------------- | -------------------------------------------- | --------- |
| 2018 | Best Supporting Actress   | 23rd Huading Award                              | Journey to the West: Conquering the Demons 2 | Nominada  |
| 2017 | Best New Performer        | 36th Hong Kong Film Award                       | The Mermaid                                  | Nominada  |
| 2017 | Best Newcomer             | 11th Asian Film Award                           | The Mermaid                                  | Nominada  |
| 2017 | Rising Star of Asia Award | 11th Asian Film Award                           | The Mermaid                                  | Ganó      |
| 2016 | Best Newcomer             | 12th Chinese American Film Festival             | The Mermaid                                  | Ganó      |
| 2016 | Best Newcomer             | 3rd China Australia International Film Festival | The Mermaid                                  | Ganó      |
| 2016 | Rising Star Asia Award    | 16th New York Asian Film Festival               | The Mermaid                                  | Ganó      |
| 2016 | Best New Actress          | 18th Huading Award                              | The Mermaid                                  | Ganó      |